# Laurence Housman
 (juin 2020).
Pour les articles homonymes, voir Housman.
Laurence Housman (18 juillet 1867 - 20 février 1959) est un écrivain, scénariste et dessinateur britannique.
Pacifiste et féministe, il fonde la Ligue masculine pour le suffrage des femmes avec Henry Nevinson et Henry Brailsford en 1907.

## Biographie

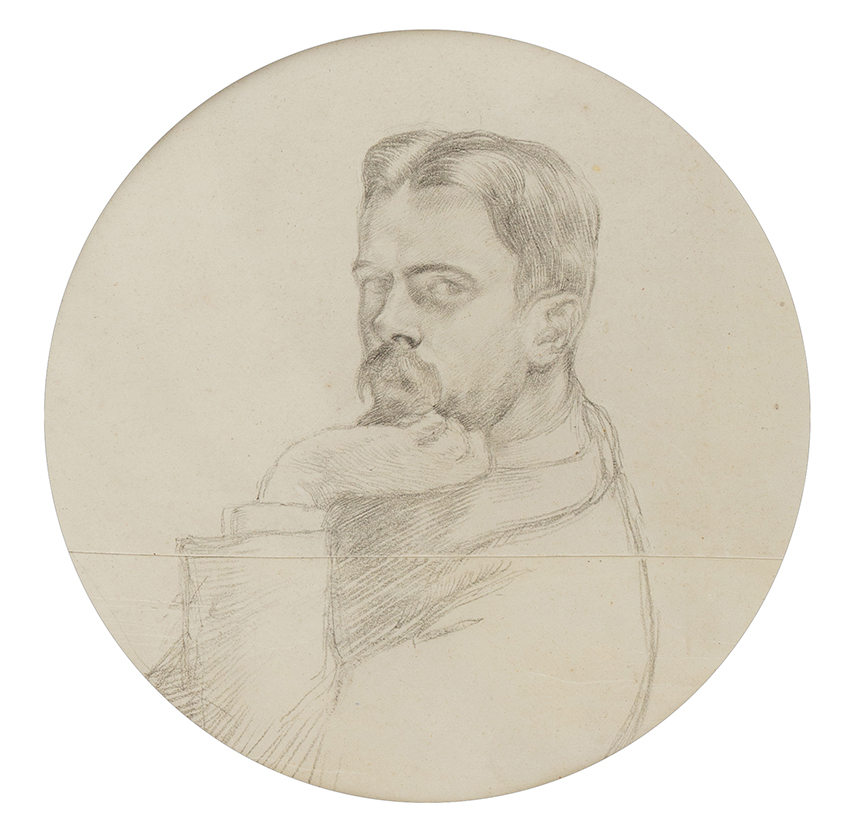
Portrait par William Rothenstein (1872-1945).

Laurence Housman naît à Bromsgrove, dans le Worcestershire, dans une fratrie de sept enfants dont le futur poète et universitaire A. E. Housman et la future femme de lettres Clemence Housman. En 1871, sa mère meurt et son père se remarie avec une cousine. Il est éduqué à la Bromsgrove School, puis entre avec sa sœur Clemence à la  Lambeth School of Art et au Royal College of Art de Londres.

### Illustrateur
Il travaille d'abord comme illustrateur pour des éditeurs londoniens, illustrant Jump to Glory Jane de George Meredith (1892), Weird Tales (1892) de Jonas Lie, Goblin Market (1893) de Christina Rossetti, The End of Elfintown (1894) de Jane Barlow et la nouvelle de sa sœur The Were-Wolf (1896) dans le style Art nouveau. Pendant cette période, il écrit et publie plusieurs volumes de poésie, des cantiques et des chants de chorale. Ses dessins sont publiés dans The Dome (1897-1898).

### Écrivain
Housman écrit de plus en plus au fur et à mesure que sa vue commence à baisser.
Son premier succès vient avec An Englishwoman's Love-letters (1900), publié anonymement. Il se tourne vers le théâtre en écrivant Bethlehem (1902) et commence une carrière où il se fait un nom en tant que dramaturge. Il est l'auteur également de Angels and Ministers (1921), Little Plays of St. Francis (1922) et Victoria Regina (1934) qui sera jouée à Broadway. Sa pièce Pains and Penalties, à propos de la reine Caroline, est produite par Edith Craig et les Pioneer Players.
Certaines pièces de Laurence Housman provoquent un certain scandale car elles présentent sur scène des personnages bibliques et des membres vivants de la famille royale, et une partie d'entre elles ne sont alors jouées qu'en privé à cause de la censure. En 1937, le lord-chambellan fait passer une loi selon laquelle aucun souverain britannique ne peut être joué sur une scène de théâtre avant un siècle à compter de son accession au pouvoir. C'est pour cela que Victoria Regina ne put être jouée jusqu'au 20 juin 1937 date du centenaire de l'arrivée au trône de la reine Victoria. C'était un dimanche (à l'époque les théâtres étaient fermés le dimanche), et la première eut lieu le jour suivant.
Housman écrivit aussi des contes pour enfants comme A Farm in Fairyland (1894) et des histoires fantastiques aux nuances chrétiennes comme All-Fellows (1896), The Cloak of Friendship (1905), et Gods and Their Makers (1897).
Laurence Housman est un écrivain prolifique avec environ une centaine d'ouvrages couvrant des genres divers : des libelles socialistes ou pacifistes, jusqu'à la littérature enfantine. Il rédige son autobiographie, The Unexpected Years (1937), mais n'évoque que par allusion son homosexualité, dont la pratique était alors pénalement réprimée.
Après la mort de son frère Alfred Edward en 1936, Laurence Housman est son exécuteur littéraire, et publie des poèmes posthumes de son frère dans les deux années suivantes. Son travail éditorial a été critiqué récemment : « Le texte de nombreux poèmes n'a pas été bien présenté : des poèmes incomplets ont été publiés comme s'ils avaient été terminés ; des versions que l'auteur avait rejetées ont été imprimées ; des textes séparés ont été  confondus ; et nombre de poèmes ont été mal retranscrits à partir des manuscrits. ».